# Christian Supusepa
Christian Supusepa (* 1. April 1989 in Wormerveer, Nordholland) ist ein niederländischer Fußballspieler indonesischer Abstammung. Er spielt seit Sommer 2018 auf der Position des Verteidigers für Fortuna Wormerveer.

## Karriere

### Vereinskarriere
Christian Supusepa spielte in seiner Jugend in der Jugendabteilung von Ajax Amsterdam. Er begann seine Profikarriere 2010 bei ADO Den Haag und unterzeichnete dort am 7. Juli einen Zwei-Jahres-Vertrag. Am 8. August debütierte Supusepa schließlich in der niederländischen Eredivisie im Spiel gegen SBV Vitesse. 2012 verlängerte er seinen Vertrag für weitere zwei Jahre. Insgesamt bestritt er in den vier Jahren bei Den Haag 60 Spiele. In der Saison 2014/15 wechselte Supusepa für eine Saison zum Rekordmeister ZSKA Sofia in die bulgarische A Grupa. In dieser Saison kam er auf sieben Ligaeinsätze. 2015 kehrte Supusepa schließlich wieder in die Niederlande zurück und unterschrieb einen Vertrag bei Sparta Rotterdam in der zweiten Liga. Er kam sechsmal zum Einsatz und stieg mit seiner Mannschaft am Saisonende auf. Supusepa war anschließend ein halbes Jahr ohne Klub, bevor er Anfang 2017 in den niederländischen Amateurfußball zum SV Spakenburg ging. Seit Sommer 2018 spielt er für Fortuna Wormerveer.

### Nationalmannschaft
Von 2007 bis 2009 bestritt Supusepa sechs Spiele für die Niederländische U19-Nationalmannschaft.